# Дрофиный (посёлок)
Дрофиный — посёлок в Наримановском районе Астраханской области России, в составе Прикаспийского сельсовета. Население 134 человек (2014), 93 % из них — казахи.

## История
В 1969 г. Указом Президиума ВС РСФСР посёлок участка фермы № 3 совхоза «Прикаспийский» переименован в Дрофиный.
На картах Генштаба 1980-х годов значилось как Солёное.

## География
Дрофиный расположен в юго-западной части Прикаспийской низменности, в Правобережной степи, вблизи административной границы с Черноземельским районом Калмыкии. Уличная сеть состоит из двух географических объектов: ул. Дрофинная и ул. Северная. Абсолютная высота 25 метров ниже уровня моря
.

## Население
| 2002 | 2010 | 2011 | 2013 | 2014 |
| ---- | ---- | ---- | ---- | ---- |
| 144  | ↘132 | ↗174 | ↘135 | ↘134 |

Национальный и гендерный состав
По данным Всероссийской переписи в 2010 году, численность населения составляла 132 человек (75 мужчин и 57 женщин, 56,8 и 43,2 %% соответственно).
| Национальность | Численность | Процент |
| -------------- | ----------- | ------- |
| Казахи         | 132         | 93,62%  |
| Аварцы         | 9           | 6,38%   |
| Всего          | 141         | 100%    |

## Инфраструктура
Развито сельское хозяйство. В советское время действовал совхоз «Прикаспийский».

## Транспорт
Подъездная дорога на федеральную автомобильную дорогу Р-216 «Калмычка» Астрахань — Элиста — Ставрополь.